# John Merbecke
John Merabecke cunoscut ca Marbeck sau Merbeck (n. cca. 1510 - d. cca. 1585) a fost un muzician, teolog și scriitor englez, care a adoptat o anumită ordine a liturghiei anglicane. El este renumit pentru slujba (missa) Missa Per arma justitiae.
Un cor de tineret de la biserica ''Southwark Cathedral'' din Londra îi poartă numele în onoarea sa.